# Rajakari
Rajakari est une île de l'archipel finlandais du quartier de Satava à Turku en Finlande.

## Présentation
Rajakari est une ile de l'archipel de Turku. 
Elle est située, à vol d'oiseau, à environ 9,6 kilomètres au sud-ouest du port de Turku. 
La voie de navigation allant à Turku se scinde en deux voies à partir de Rajakari.  
De plus, une voie bifurque au nord de Rajakari vers Perno, Pansio et Naantali.  
Une station d'observation météorologique sur Rajakari et un phare rouge et blanc sont situés sur l'île.

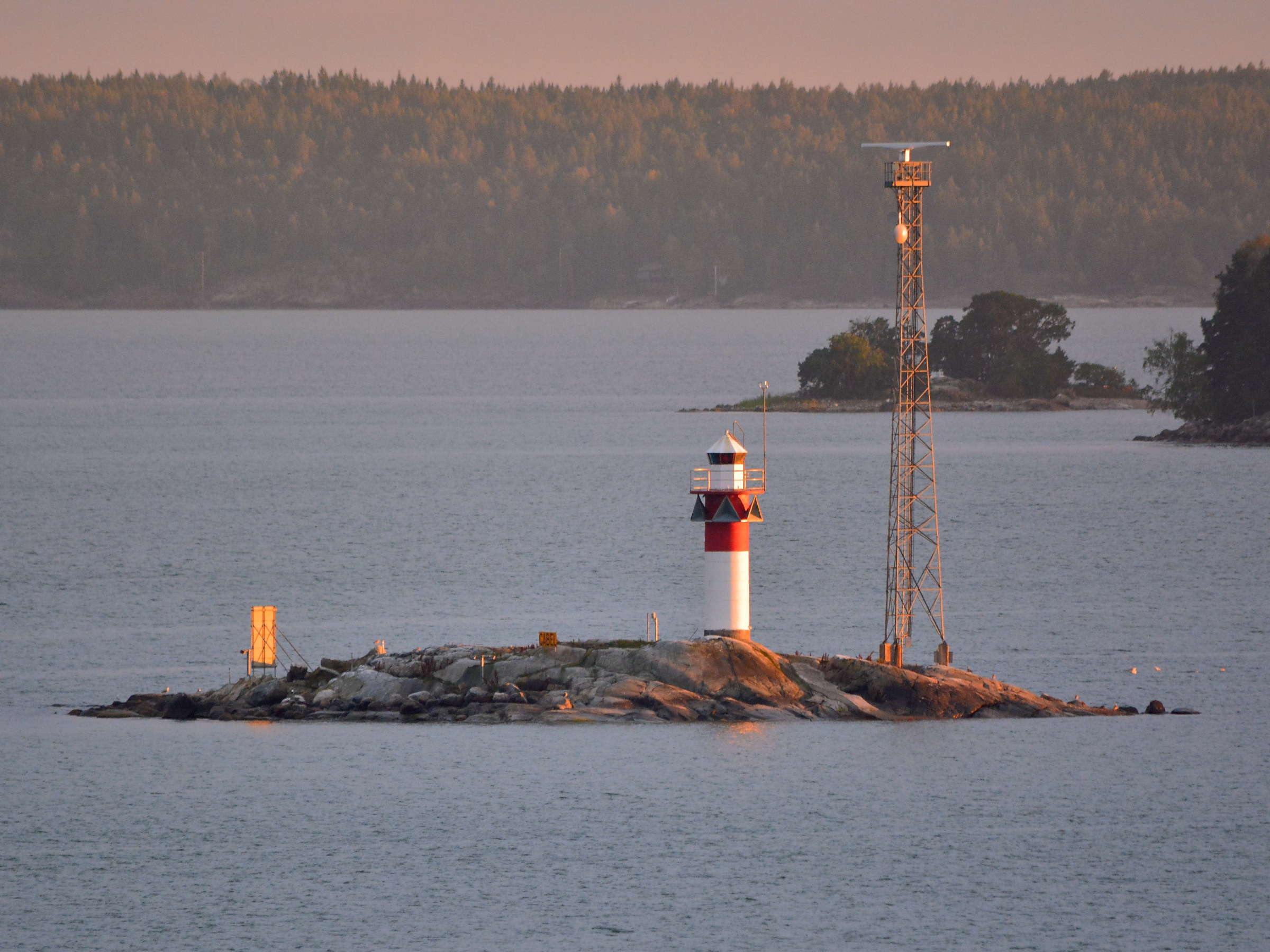
Le phare de Rajakari.